# Monnina solandrifolia
Monnina solandrifolia är en jungfrulinsväxtart som beskrevs av José Jéronimo Triana och Planch.. Monnina solandrifolia ingår i släktet Monnina och familjen jungfrulinsväxter. Inga underarter finns listade i Catalogue of Life.